# Foulayronnes
 Foulayronnes  là một xã thuộc tỉnh Lot-et-Garonne trong vùng Nouvelle-Aquitaine phía tây nam nước Pháp. Xã này nằm ở khu vực có độ cao từ 44-206 mét trên mực nước biển.